# Рендсбургский Высокий мост
Рендсбургский Высокий мост (нем. Rendsburger Hochbrücke, официально Eisenbahnhochbrücke Rendsburg) — это железнодорожный виадук и летающий паром на линии Ноймюнстер–Фленсбург. Мост пересекает Кильский канал в Рендсбурге (земля Шлезвиг-Гольштейн). Он находится в федеральной собственности под управлением Wasser- und Schifffahrtsverwaltung des Bundes вместе с каналом. В 2013 году мост был признан одним из исторических памятников инженерно-архитектурного искусства Германии.

## История
Кильский канал (ранее канал Кайзера Вильгельма), строительство которого велось с 1887 по 1895 годы, разорвал существующие транспортные магистрали, в том числе железнодорожную линию между Фленсбургом и Ноймюнстером, на которой были построены два параллельных поворотных моста. В 1907 году было решено расширить канал и в ходе этого расширения основные препятствия были также удалены.
Магистральные железнодорожные линии имели преимущество перед судами на канале, и кораблям приходилось останавливаться, ожидая прохождения поезда и теряя на этом до получаса. Из-за того, что корабли могли обогнать друг друга или разойтись на встречных курсах не на всём протяжении канала, а только лишь в специальных карманах, движение на всём канале было дополнительно затруднено.
Для того, чтобы позволить судам проходить под железной дорогой, требовался новый мост высотой 42 метра над урезом воды. Существующие линии пересекали канал на высоте 7 метров, так что пути необходимо было поднять на 36,5 метров, что включает 1,5 метра на толщину нижней фермы моста. Требование сделать уклон железнодорожного пути не более 1 : 150 привело к постройке насыпей и мостов длиной около 5,5 км с каждой стороны.

## Проектирование и строительство
Мост был построен между 1911 и 1913 годами по проекту Фридриха Восса (1872—1953) и заменил более ранние разводные мосты.
Стальной виадук имеет длину 2486 метров, с насыпями общая длина сооружения составляет 7,5 километров. Консоль главного моста составляет 317 метров в длину, основной пролет — 140 метров, высота — 42 метра над водой.
Чтобы обеспечить проезд к станции Рендсбург, расположенной на уровне земли всего в нескольких сотнях метров от главного моста, железнодорожная линия на северном берегу канала образует большую 360-градусную Рендсбургскую петлю.
Общая стоимость строительства, включая перемещение железнодорожных линий, но за исключением работ, связанных с подъемом станции Рендсбург, составила 13,4 миллионов марок, в том числе 5,7 млн. для мостов, 2,7 млн. для насыпей и 1,3 млн. для подземных переходов и обычных дорог.

## Летающий паром
Schwebefähre (подвесной паром) ходит ежедневно с интервалом 15 минут с раннего утра до поздней ночи. Он преодолевает расстояние 125 метров в течение 1,5 минут и обеспечивает кратчайшие связи между муниципалитетом Остеррёнфельд и городом Рендсбург. Так как этот способ передвижения особенно удобен для учеников школы, крупные ремонтные работы, которые требуют приостановки работы парома, согласовываются со школьными каникулами.
Платформа летающего парома составляет четырнадцать метров в длину, шесть метров в ширину, и находится в шести метрах над уровнем воды в канале. В последние годы номинальная пропускная способность была уменьшена с шести до четырех автомобилей, чтобы учитывать увеличение размеров автомобилей и их веса. Гондола оснащена навигационным оборудованием: радиостанцией и радаром, и спасательными плотами, что требует от оператора получать лицензию капитана внутреннего судоходства.
Во время шторма в январе 1993 года платформу  ночью сорвало, она упала и столкнулась с кораблём. К счастью, и судно, и платформа понесли лишь незначительные повреждения, пострадавших не было.
8 января 2016 года платформа столкнулась с сухогрузным судном Evert Prahm, была сильно повреждена и отправлена на верфь для оценки ущерба и ремонта. Гондола была признана неремонтопригодной. Постройка новой началась в апреле 2020 года, паромное обслуживание возобновилось в 2022 году.
Летом 2024 года старая гондола была выкуплена из утиля бизнесменом из Рендсбурга и будет сохранена как туристическая достопримечательность региона, доступная для проведения мероприятий в качестве ресторана.

## Галерея
- Видео работы летающего парома

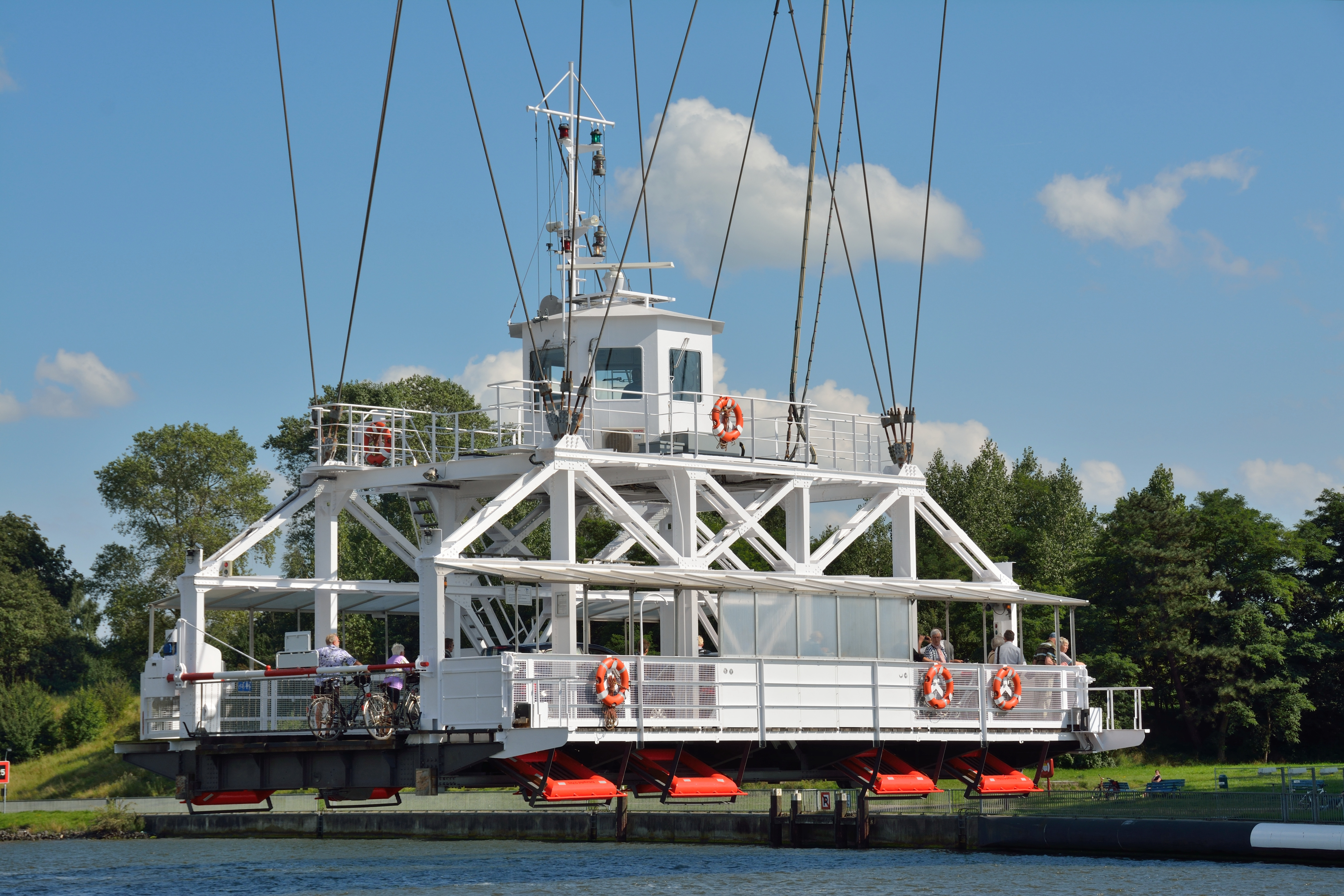
Летающий паром под пролетом моста
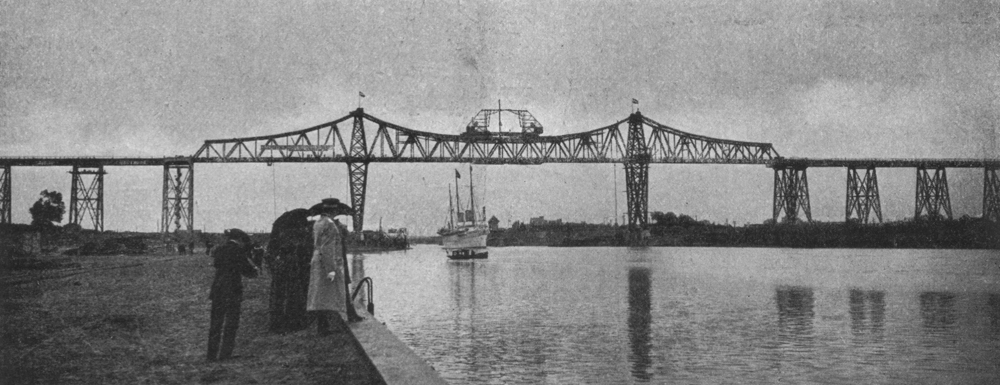
Мост в 1913 году перед открытием